# Вольпин, Михаил Давыдович
Михаи́л Давы́дович Во́льпин (15 [28] декабря 1902, Могилёв — 21 июля 1988, Москва, РСФСР, СССР) — советский драматург, художник, поэт и киносценарист. Лауреат Сталинской премии второй степени (1951).

## Биография
Родился в Могилёве в еврейской семье. Отец — юрист Давид Самуилович Вольпин (1864, Могилёв — 1937, Москва), мать — преподаватель музыки Хана (Анна) Борисовна) Вольпин (урождённая Жислин, 1875, Чериков — 1963, Москва). Дед — Борух Моисеевич Жислин — был учителем Чериковского казённого еврейского училища. Детские годы провёл в Москве, увлекался искусством, брал уроки рисования у художника Василия Сурикова.
Принял идеи Октябрьской революции, юношей участвовал в Гражданской войне на стороне Советской власти.
В 1920—1921 годах в качестве художника и автора сатирических текстов пришёл работать в «Окна РОСТА» под руководством В. В. Маяковского. В 1921—1927 годах учился во ВХУТЕМАСе, писал сатирические стихи, а также комические пьесы, в том числе в соавторстве с В. Е. Ардовым, И. Ильфом, Е. Петровым, В. П. Катаевым, М. А. Глушковым, В. З. Массом и Н. Р. Эрдманом. Как поэт сотрудничал в сатирических журналах, в начале 1930-х — штатный сотрудник журнала «Крокодил».
Арестован ОГПУ 27 октября 1933 года. Поводом для ареста послужили сведения, что он сочиняет антисоветские сатирические произведения. Кроме того, в распоряжении ОГПУ оказались данные о том, что Вольпин — в присутствии третьих лиц — «полушутя-полусерьёзно» заявил о своём намерении «убить Сталина». Обвинялся по двум пунктам статьи 58 Уголовного кодекса РФ: 58-8, «совершения террористических актов», и 58-10 — «антисоветская агитация и пропаганда». Однако из текста приговора статья 58-8 была исключена. По постановлению Коллегии ОГПУ от 16 января 1934 года осуждён на 5 лет заключения в исправительно-трудовом лагере. Наказание отбывал в Ухтпечлаге. Освобождён в марте 1937 года «по зачёту рабочих дней». Реабилитирован 25 декабря 1989 года.
После освобождения вновь встретился с Эрдманом, вместе с которым на протяжении более чем 30 лет создавал киносценарии фильмов, главным образом — фильмов-сказок. В съёмках нескольких кинофильмов Вольпин принимал участие в качестве сценариста, автора стихов и текстов песен (в том числе, музыкальных комедий «Волга, Волга» и «Кубанские казаки»). Дуэту Вольпин—Эрдман (Вольпин — стихи, Эрдман — проза) принадлежит русский текст оперетты Штрауса «Летучая мышь», послуживший литературной основой для экранизации. Вот что писал об этой работе Г. М. Ярон:

«Летучая мышь» едва ли была чисто штраусовским спектаклем. Скорее это была заново написанная комедия Эрдмана и Вольпина с музыкой Штрауса. Но они, как и всегда, написали блестящий, самоигральный текст, где каждое слово звучало как колокол, проносилось через рампу, било наверняка. Причем это действительно литературный текст! Он читается как высокая комедия. «Летучая мышь» Н. Эрдмана и М. Вольпина — образец того, как нужно писать новый текст для классической оперетты.

Начало Великой Отечественной войны застало Вольпина в Рязани. Вместе с Эрдманом он добрался до Ставрополя, где оба добровольно вступили в Красную Армию. С августа 1941 боец сапёрного батальона инженерной бригады 7-й сапёрной армии. В марте 1942 года артисты были командированы в Москву и до конца войны служили в Ансамбле песни и пляски при центральном клубе НКВД СССР, где писали пьесы военно-патриотической тематики и сценарии театрализованных представлений, с которыми выступал ансамбль.
В послевоенные годы Вольпин пришёл на киностудию «Союзмультфильм», где в 1948 году был снят первый фильм по его сценарию — «Федя Зайцев», а в 1950-е — начале 1960-х годов — целый ряд работ, в том числе фильм 1955 года «Заколдованный мальчик» по мотивам сказки Сельмы Лагерлёф «Чудесное путешествие Нильса с дикими гусями», фильм для взрослых 1962 года «История одного преступления» и снятый в 1961 году полнометражный научно-фантастический мультипликационный фильм-сказка «Ключ», поучительный сюжет и основной мотив которой — противодействие проявлениям в жизни современного общества мещанства и конформизма — обратили на себя внимание как зрителей, вышедших из детского возраста, так и должностных лиц, впоследствии надолго отправивших ленту «на полку».
Преподавал на сценарном отделении Высших курсов сценаристов и режиссёров.
С начала 1960-х годов по сценариям Вольпина (в том числе, написанных совместно с Эрдманом) был снят ряд художественных фильмов-сказок по мотивам произведений, относящихся к категории мировой классики жанра, лучшим из которых считается вышедший на экраны в 1964 году фильм «Морозко». Последним фильмом сценариста стала снятая в 1986 году «Сказка про влюблённого маляра».
Погиб в автомобильной катастрофе. Похоронен в Москве на Введенском кладбище (участок № 27).

## Семья
Сестра — Надежда Вольпин, поэт и переводчик; жена поэта С. А. Есенина и физикохимика М. В. Волькенштейна. Племянник — А. С. Есенин-Вольпин, математик.
Брат — Марк Вольпин (1897 — 8 декабря 1937, расстрелян), инженер-электрик технического отдела завода «Электросила». Сестра — Любовь Давыдовна Вольпина (Татьева, 1899—1975), скульптор, художница по детской игрушке.
Первая жена — Люция (Лидия) Карловна Краузе (во втором браке Клименкова, 1912—1999), художник, скульптор малых форм, работала в бутафорской мастерской первого МХАТа, в более поздние годы кинолог, судья Всесоюзной категории, сооснователь и член Совета клуба «Большой пудель» МО ДОСААФ, затем Московского городского общества любителей-собаководов (МГОЛС).
Вторая жена — Ирина Глебовна Вольпин (урождённая Бартенёва, 1918—2004), скульптор. Сыновья — Алексей Вольпин (1941—1951); Михаил Бартенев (род. 1953), драматург, сценарист и детский писатель, автор текста песни «Вороные кони» из фильма «Серафима прекрасная».
Двоюродные братья — Павел Исаакович Калецкий (1906—1942), литературовед, библиограф, редактор, театральный и литературный критик; Валентин Иванович Вольпин, библиограф; Александр Осипович Фабрикант (1881—1963), агроном, профессор (отец физика В. А. Фабриканта); Владимир Осипович (Вольф Иоселевич) Фабрикант (?—1933), промышленник, эсер. Михаил Романович (Рувимович) Вольпин (1914-1967), юрист

### Награды и премии
- Сталинская премия второй степени (1951) — за сценарий фильма «Смелые люди» (1950)

## Фильмография

### Мультипликационные фильмы
Сценарист
- 1948 — Федя Зайцев
- 1950 — Сказка о рыбаке и рыбке
- 1954 — Царевна-Лягушка
- 1955 — Заколдованный мальчик
- 1955 — Остров ошибок
- 1957 — Девочка в джунглях
- 1959 — Скоро будет дождь
- 1960 — Человечка нарисовал я
- 1961 — Ключ
- 1961 — Муравьишка-хвастунишка
- 1962 — История одного преступления
- 1964 — Храбрый портняжка
- 1967 — Букет
- 1967 — Это не про меня
- 1969 — Капризная принцесса
- 1971 — Огонь
- 1975 — Илья Муромец. Пролог
- 1978 — Илья Муромец и Соловей-разбойник
- 1990 — Лапландские сказки

Автор текста
- 1940 — Цирк
- 1948 — Первый урок
- 1951 — Высокая горка

Автор текста песен (стихов)
- 1947 — Путешествие в страну великанов
- 1948 — Новогодняя ночь
- 1948 — Цветик-семицветик
- 1948 — Чемпион
- 1949 — Чужой голос
- 1950 — Дудочка и кувшинчик
- 1950 — Когда зажигаются ёлки
- 1950 — Кто первый?
- 1950 — Чудо-мельница
- 1955 — Необыкновенный матч
- 1956 — Кораблик
- 1956 — Старые знакомые
- 1956 — Шакалёнок и верблюд
- 1958 — Первая скрипка
- 1959 — Похитители красок
- 1962 — Дикие лебеди
- 1965 — Пастушка и трубочист
- 1966 — Наргис

### Художественные фильмы
Сценарист
- 1938 — Волга, Волга
- 1940 — Старый наездник
- 1943 — Актриса
- 1945 — Здравствуй, Москва!
- 1950 — Смелые люди
- 1951 — Спортивная честь
- 1953 — Застава в горах
- 1956 — На подмостках сцены
- 1957 — Гуттаперчевый мальчик
- 1957 — Рассказы о Ленине
- 1959 — Косолапый друг
- 1964 — Морозко
- 1967 — Огонь, вода и… медные трубы
- 1974 — Царевич Проша
- 1976 — Как Иванушка-дурачок за чудом ходил
- 1979 — Соловей
- 1982 — Ослиная шкура
- 1986 — Сказка про влюблённого маляра

Автор текста песен (стихов)
- 1949 — Кубанские казаки
- Летучая мышь